# 伸介のグリコがっちりショッピング
『伸介のグリコがっちりショッピング』（しんすけのグリコがっちりショッピング）は、1975年12月7日から1977年3月27日までTBS系列で放送されていた毎日放送製作の買い物ゲーム番組である。放送時間は毎週日曜 12:15 - 12:45 （日本標準時）。

## 概要
前番組『がっちり買いまショウ』のリニューアル版で、同様にグリコグループ（江崎グリコ、グリコ協同乳業、グリコ畜産 → グリコハム）の単独提供、髙島屋の協賛で放送。『がっちり買いまショウ』では夢路いとし・喜味こいしが司会を務めていたが、本番組では三波伸介と山本由香利（後の山本ゆか里）が務めていた。番組収録は、毎日放送千里丘放送センター内のミリカホールで公開形式で行われていた。
当初は全チームの設定金額を10万円均一（設定 -5000円）とし、その金額に達するまでの時間で勝負する方式を採用していたが、後期には若干のオリジナルルールを加えながらも『がっちり買いまショウ』に近いルールに戻した。また司会2人の衣装も、それまでは『がっちり買いまショウ』でいとし・こいしが着ていた紅白衣装を継承したものであったが（赤色の上着はいとし・こいしが着ていたものと共通だが、三波は白のズボンを、山本は白のミニスカートを穿いていた）、後期には週替わりの衣装に変更された。さらにはタイトルから「伸介の」が消失し、以後は『グリコがっちりショッピング』と題して放送されていた。
番組は合わせて1年4か月で終了。『がっちり買いまショウ』から13年4か月続いた毎日放送の買物ゲーム番組は、本番組の最終回をもって幕を閉じた。

## ルール
ルールは前期と後期とで異なるが、出場者はどちらも基本的に夫婦。

### 前期

#### コース決めゲーム
まずゲスト歌手が登場し、持ち歌を歌う。1番を歌い終わって合図が出たら、歌の1番の歌詞を構成するパネルを持っていき、決められたジャンルの言葉を作る。歌の終了とともにこのゲームは終了。多い方から順に2分コース・1分半コース・1分コースとなる。

#### 買い物
設定金額は全コース共に10万円均一である。ホールの中には、値段の分からないさまざまな品物が置かれている。さらにそれらとは別に、「1万円箱」「2万円箱」「3万円箱」の3つの箱がある。これらは値段がはっきりと分かるようにしてあるが、その代わりに中身は何なのかが分からない。出場者がこれを買うか買わぬかは自由だが、1チームにつき1箱しか買えない。他に小金額調整用の商品として、グリコの「グリコアーモンドチョコレート・フライド」（当時150円。赤箱・白箱ともにあり）や「グリコカレー ソフト」（当時150円）なども置かれている。
出場者は、まずゲートの前に2分コース・1分半コース・1分コースの順に並ぶ。そして三波が銅鑼を鳴らすとゲートが開き、「2分」が買い物を始める。それから30秒後に銅鑼が鳴り、ゲートが開いたら「1分半」が「2分」と共に買い物をする。さらに30秒後に銅鑼が鳴り、ゲートが開いたら「1分」が前の2コースと共に買い物をする。そして1分が経過したら買い物を終了。
終了したら、1分⇒1分半⇒2分の順に結果発表をする。商品の値段は、結果発表の際に商品についているカードを機械に入れると、それが画面の右下にデジタル表示された。また箱を買った時には、最初に値段を表示してから中身を公開した。最終的に合計金額が9万5千円から10万円に収まれば品物獲得となる。なおデジタル表示は、金額が合格圏より不足の時は白色、合格圏内の時には緑色、オーバーの時には赤色になる。

### 後期

#### コース決めクイズ
まず漫才ゲストが現れ、漫才を披露した後、漫才ゲストがヒントを出し、披露した漫才の中に登場した一品の商品の値段を当てさせるクイズを行う。出場者はフリップに答えを書いて、三波が正解を発表して（当初はパネルで正解を発表していた）正解に近い順から金額コースが決定する。

#### 買い物
買い物ゲームは金額も20万（設定 -8000円）、10万（-6000円）、5万（-4000円）にアップされた。なお、前期にあった「箱」は廃止されたが、調整用のグリコ製品は引き続き置かれた。
まず3つの品物が入った色別のボックスから1つ選び、これを含めて制限時間2分の間に5品以上買う。
結果発表の際、三波や出場者がボタンを押すと（ドラムロールやティンパニロールはなし）デジタル表示板に買い物をした分の合計金額が表示された。緑の数字が出るとファンファーレが鳴り、天井から大量の紙吹雪と風船が降って品物を獲得。赤の数字が出てしまうと金額オーバー・不足による失格で品物は没収となり、代わりにスポンサーのグリコから残念賞がプレゼントされた。
なお、10万円コースと20万円コースのチームは、前のチームが失敗すると、その金額を自分のチームにキャリーオーバーできるルールがあった。例えば「5万円」と「10万円」の2チームが失敗した時には、「20万円」は「35万円コース」となる。ただし、キャリーオーバーしても設定金額は変わらなかった。

## ネット局
全国31局ネット。系列は放送当時のものを記載。
| 放送対象地域   | 放送局                        | 系列                           | 備考                           |
| -------------- | ----------------------------- | ------------------------------ | ------------------------------ |
| 近畿広域圏     | 毎日放送                      | TBS系列                        | 製作局                         |
| 関東広域圏     | 東京放送（現：TBSテレビ）     | TBS系列                        |                                |
| 北海道         | 北海道放送                    | TBS系列                        |                                |
| 青森県         | 青森テレビ                    | TBS系列                        |                                |
| 岩手県         | 岩手放送（現：IBC岩手放送）   | TBS系列                        |                                |
| 宮城県         | 東北放送                      | TBS系列                        |                                |
| 秋田県         | 秋田テレビ                    | フジテレビ系列                 |                                |
| 山形県         | 山形放送                      | 日本テレビ系列                 |                                |
| 福島県         | 福島テレビ                    | TBS系列 フジテレビ系列         |                                |
| 新潟県         | 新潟放送                      | TBS系列                        |                                |
| 山梨県         | テレビ山梨                    | TBS系列                        |                                |
| 長野県         | 信越放送                      | TBS系列                        |                                |
| 静岡県         | 静岡放送                      | TBS系列                        |                                |
| 中京広域圏     | 中部日本放送（現：CBCテレビ） | TBS系列                        |                                |
| 富山県         | 北日本放送                    | 日本テレビ系列                 |                                |
| 石川県         | 北陸放送                      | TBS系列                        |                                |
| 福井県         | 福井放送                      | 日本テレビ系列                 |                                |
| 島根県・鳥取県 | 山陰放送                      | TBS系列                        |                                |
| 岡山県         | 山陽放送（現：RSK山陽放送）   | TBS系列                        | 当時の放送対象地域は岡山県のみ |
| 広島県         | 中国放送                      | TBS系列                        |                                |
| 山口県         | テレビ山口                    | TBS系列 フジテレビ系列 NET系列 |                                |
| 愛媛県         | 南海放送                      | 日本テレビ系列                 |                                |
| 徳島県         | 四国放送                      | 日本テレビ系列                 |                                |
| 高知県         | テレビ高知                    | TBS系列                        |                                |
| 福岡県         | RKB毎日放送                   | TBS系列                        |                                |
| 長崎県         | 長崎放送                      | TBS系列                        |                                |
| 熊本県         | 熊本放送                      | TBS系列                        |                                |
| 大分県         | 大分放送                      | TBS系列                        |                                |
| 宮崎県         | 宮崎放送                      | TBS系列                        |                                |
| 鹿児島県       | 南日本放送                    | TBS系列                        |                                |
| 沖縄県         | 琉球放送                      | TBS系列                        |                                |